# FS E656 sorozat

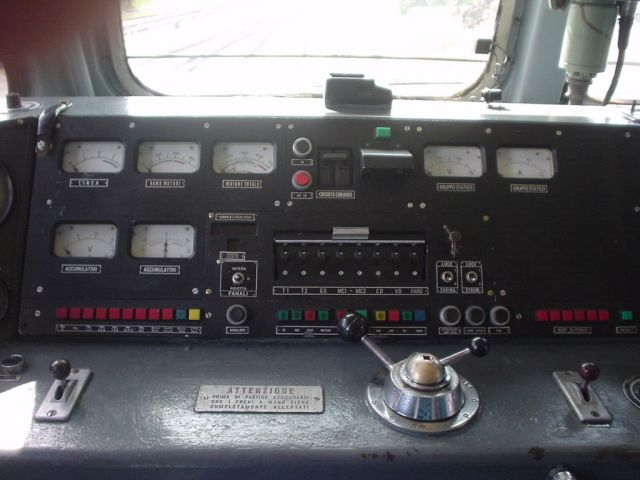
A mozdony vezetőállása

Az FS E656 sorozat egy olasz Bo'Bo'Bo' tengelyelrendezésű villamosmozdony-sorozat. Összesen 458 db-ot gyártott belőle az Officine Casaralta, az Officine Reggiane, a SOFER, a TIBB componentistica Ercole Marelli, az Ansaldo, az Asgen, és az Italtrafo 1975 és 1989 között.